# Gwiazdozbiór Kila
Kil (łac. Carina, dop. Carinae, skrót Car) – jeden z gwiazdozbiorów nieba południowego, 34. co do wielkości. Liczba gwiazd widocznych nieuzbrojonym okiem: około 110. W Polsce niewidoczny.
Tworzył on w przeszłości, wraz z konstelacjami Żagla, Rufy oraz Kompasu, gwiazdozbiór Argo. Został podzielony na kilka mniejszych z powodów praktycznych – zajmował zbyt wielki obszar na niebie. Jako oddzielny gwiazdozbiór Kil zaistniał w roku 1763 za sprawą francuskiego astronoma, kartografa i duchownego Nicolasa-Louisa de Lacaille’a.
W gwiazdozbiorze tym leży druga co do jasności (po Syriuszu) gwiazda na nocnym niebie – Kanopus, a także niezwykle masywna Eta Carinae. Najjaśniejsza gwiazda Kila, Kanopus, jest ostatnią (wschodnią) z trzech jasnych gwiazd nieba południowego ułożonych w jednej linii (pozostałe to Fomalhaut i Achernar), stanowiących ważny element orientacyjny dla dawnych żeglarzy.

## Mity i legendy
W mitologii greckiej Okręt Argonautów prowadziło 52 śmiałków. Ich celem było złote runo – skóra skrzydlatego złotego barana. Sam statek dla dowodzącego wyprawą Jazona zbudował Argos, z pomocą Ateny. Wyprawa zakończyła się sukcesem. Statek po wielu perypetiach został wyciągnięty przez Jazona na ląd Przesmyku Korynckiego. Tam też poświęcił on Posejdonowi okręt jako wotum. Po śmierci Jazona bóg mórz umieścił Okręt Argonautów na niebie na pamiątkę jego licznych przygód. Był to największy gwiazdozbiór na niebie od czasów Ptolemeusza. Konstelacja dopiero w XVIII wieku została rozdzielona na mniejsze.
Gwiazdy Argo były przez starożytne kultury jednoznacznie kojarzone ze statkiem. W Egipcie wierzono, że jest to łódź, która uratowała Izydy i Ozyrysa podczas potopu. Hindusi uważali, że łódź ta uratowała matkę i dziecko, Isi i Iswara, i nazwali ten okręt Argha, co brzmi podobnie do nazwy greckiej. Dla Hebrajczyków oczywiście przedstawia ona Arkę Noego.
Edmond Halley wyrwał jednak w XVII wieku z Argo część gwiazd (w szczególności Kil i Żagiel), by stworzyć nowy gwiazdozbiór, który nazwał Robur Carolinum („Dąb Karola”). Miał on upamiętnić drzewo, na którym książę Karol (późniejszy Karol II) ukrywał się po porażce, jaką poniósł z rąk Cromwella w czasie angielskiej wojny domowej. Pomysł nowej konstelacji znalazł uznanie w kilku XVIII- i XIX-wiecznych atlasach nieba, ale nigdy nie przyjął się na dobre. W końcu de Lacaille podzielił Argo na trzy części, by łatwiej było ją opisać, i tak to do dzisiaj jest charakteryzowane.

## Gwiazdy Kila
Argo była największą ze wszystkich konstelacji; Kil jest rozległą grupą przypominającą nieco kadłub greckiego statku. Wschodni kraniec gwiazdozbioru zanurza się w Drodze Mlecznej. Gwiazd jaśniejszych niż 3m w tej konstelacji jest sześć: Kanopus, Miaplacidus (β), Avior (ε), Aspidiske (ι), θ i υ Car.
- Kanopus – żółtawobiały nadolbrzym typu F, około dziewięć razy masywniejszy od Słońca, niemal 15 tysięcy razy jaśniejszy, leży w odległości 313 lat świetlnych.
- Eta (η) Kila znajduje się wśród czterech najlepiej zbadanych gwiazd nasze galaktyki. Około 120 razy masywniejsza i pięć milionów razy jaśniejsza od Słońca. Wypromieniowuje w ciągu sześciu sekund tyle energii, ile Słońce w ciągu roku. Leży w centrum kompleksu mgławicowego Ety Kila, w tłumie gwiazd i gromad. Dwa wybuchy, jeden w latach czterdziestych XIX wieku i drugi w 1890, spowodowały powstanie małej Mgławicy Homunkulus, która otacza gwiazdę. Wybuchy były tak intensywne, że przez jakiś czas była druga pod względem jasności gwiazdą na niebie. Teraz jest ledwo widoczna nieuzbrojonym okiem, i zdaje się, że wkrótce (w skali astronomicznej) umrze jako hipernowa, a w końcu powstanie tam czarna dziura[1].

## Interesujące obiekty
- Mgławica Carina (inaczej Mgławica Kil, NGC 3372) to plama jarzącego się gazu, czterokrotnie większa od średnicy Księżyca w pełni. Leży w obrębie Drogi Mlecznej, niedaleko granicy z Centaurem i Żaglem. Jest widoczna gołym okiem. Na jej tle świeci gwiazda zmienna, błękitny nadolbrzym Eta Carinae, obecnie 6,5m, która w 1843 roku rozbłysła do −0,8m. Jest to jedna z najbardziej masywnych gwiazd Galaktyki. Fizycznie mgławica i zanurzone w niej obiekty znajdują się w Ramieniu Strzelca, w odległości około 7,5 tysięcy lat świetlnych[3].
- Tuż obok gwiazdy η Car widoczny jest niewielki ciemny obłok, mgławica NGC 3324, z racji swego kształtu nazwana Dziurką od Klucza.
- Najjaśniejszą z gromad otwartych jest składająca się z około 60 gwiazd gromada Theta Carinae (IC 2602) o jasności około 1,9m, leżąca w odległości 505 lat świetlnych. Ze względu na podobieństwo gromada nazywana jest Plejadami Południowymi, w odróżnieniu od Plejad z Byka. W IC 2602 dominuje gwiazda Theta Carinae o jasności 2,7m, a pozostałe gwiazdy są jasności 4m lub słabsze. Została po raz pierwszy opisana w roku 1751 przez Lacaille'a, który obserwował ją z Afryki Południowej.
- Na północny zachód od IC 2602 znajduje się słaba, choć widoczna nieuzbrojonym okiem gromada NGC 3532 (3m). Popularna nazwa gromady w bezpośrednim tłumaczeniu „studnia-wyrocznia”. Miłośnicy astronomii porównują ją z gromadą Żłóbek z Raka.
- Warta uwagi jest Gromada Diament (NGC 2516) znajdująca się w zachodniej części Kila, obok Ryby Latającej. Zawiera dwa piękne, różnokolorowe układy podwójne. Jest doskonałym celem do obserwacji. Aby ją zobaczyć, trzeba się wybrać na południe Europy[3].
- Niedaleko znajduje się mała mgławica refleksyjna IC 2220. Obserwatorom z kręgu kultury anglosaskiej skojarzyła się z kubkiem zwanym Toby Jug, w kształcie postaci męskiej[1].
- W połowie drogi między Betą i Jotą Kila znajduje się wspaniała gromada kulista NGC 2808. Na ciemnym niebie przy dużym powiększeniu teleskop pokaże miriady drobnych błysków z intensywną koncentracją w centrum[1].
- WR 22 – gwiazda podwójna.